# Day of Reckoning
Day of Reckoning — одиннадцатый студийный альбом немецкой трэш-метал-группы Destruction, изданный 18 февраля 2011 года в Европе и 8 марта 2011 года в Северной Америке на лейбле Nuclear Blast.
Первый ограниченный тираж альбома не имел логотипа группы на буклете, но версия для винила и повторное издание на компакт-диске уже имели логотип Destruction. Day of Reckoning первый альбом для их нового барабанщика Вавжинеца «Vaaver» Драмовича. Первое выступление группы получилось многообещающим для олдскульных фанатов, более бурный и скоростной альбом, чем D.E.V.O.L.U.T.I.O.N., который более близок к «возвращению к корням». 18 декабря 2010 года, в Португалии, они сыграли «Hate Is My Fuel» впервые.

## Список композиций
Слова и музыка всех песен — Майк Зифрингер и Марсель Ширмер.
| №                   | Название                  | Длительность |
| ------------------- | ------------------------- | ------------ |
| 1.                  | «The Price»               | 3:39         |
| 2.                  | «Hate Is My Fuel»         | 4:24         |
| 3.                  | «Armageddonizer»          | 4:09         |
| 4.                  | «Devil’s Advocate»        | 4:18         |
| 5.                  | «Day of Reckoning»        | 3:58         |
| 6.                  | «Sorcerer of Black Magic» | 4:25         |
| 7.                  | «Misfit»                  | 4:26         |
| 8.                  | «The Demon Is God»        | 5:11         |
| 9.                  | «Church of Disgust»       | 4:05         |
| 10.                 | «Destroyer Or Creator»    | 3:09         |
| 11.                 | «Sheep of The Regime»     | 4:59         |
| Общая длительность: | Общая длительность:       | 46:43        |

| №                   | Название                            | Автор(ы)                      | Длительность |
| ------------------- | ----------------------------------- | ----------------------------- | ------------ |
| 12.                 | «Stand Up and Shout» (кавер на Dio) | Джимми Бэйн, Ронни Джеймс Дио | 3:17         |
| Общая длительность: | Общая длительность:                 | Общая длительность:           | 50:00        |

## Участники записи
Destruction
- Марсель Ширмер — вокал, бас-гитара, продюсирование
- Майк Зифрингер — гитара, продюсирование
- Вавжинец «Vaaver» Драмович — ударные

Приглашённые музыканты
- Ол Дрейк (Evile) — гитарные соло на треках 1, 4, 6, 11, 12

## Чарты
| Чарт (2011)                   | Позиция |
| ----------------------------- | ------- |
| Германия (Offizielle Top 100) | 95      |